# Карачаколь
Карачаколь (каз. Қарашакөл) — упразднённое село в Карабалыкском районе Костанайской области Казахстана. Исключено из учётных данных в 2023 году. Входило в состав Карабалыкского сельского округа. Код КАТО — 395043300.

## География
В 1 км к востоку от села находится озеро Шабанколь, в 7 км к юго-востоку — озеро Карачаколь.

## Население
В 1999 году население села составляло 165 человек (84 мужчины и 81 женщина). По данным переписи 2009 года в селе проживало 76 человек (41 мужчина и 35 женщин).